# ملعب ديفا
ملعب ديفا أو ديفا ستوديوم (بالإنجليزية: Deva Stadium)‏ هو ملعب كرة قدم في تشيستر بإنجلترا. فُتح في أغسطس 1992 ، يتسع الملعب إلى 6000 متفرج.